# Verdade dos materiais

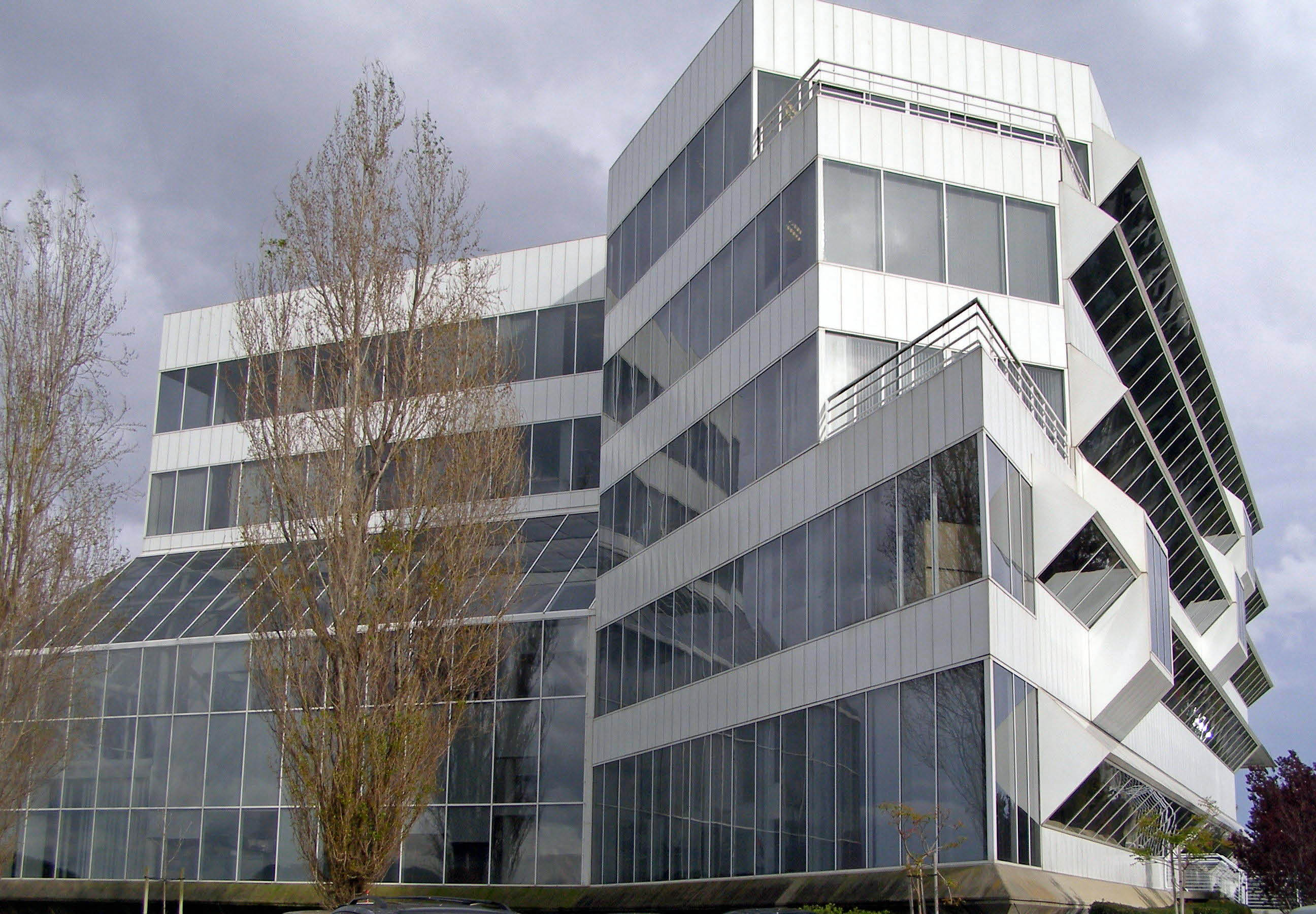
Edifício Dakin com seu exterior em painés de porcelana.

Verdade dos materiais é uma ideia arquitetônica construída ao longo do século XX e normalmente apresentada como um dos princípios da arquitetura moderna (e em especial da sua corrente conhecida como "brutalismo"). Tal ideia sustentaria que qualquer material deveria ser usado onde ele seria mais apropriado, assim como defenderia que sua natureza não deveria ser ocultada por artifícios construtivos - considerados, segundo este ponto de vista, como "supérfluos".
O concreto armado, portanto, segundo este ideal, não deveria ser pintado, assim como os meios de sua construção deveriam ser notórios e explícitos na composição arquitetônica – por exemplo, não apagando as marcas deixadas pelas formas de madeira (béton brut). Um outro exemplo[carece de fontes?] seria o da porcelana, a qual não é comum quando usada na forma de revestimento externo de edifícios. No Edifício Dakin (Brisbane, Califórnia), por exemplo, os painéis de porcelana foram mantidos sem pintura ou qualquer outra proteção.[carece de fontes?]